# 迦太基 (田纳西州)
迦太基（Carthage）位于美国田纳西州北部，是史密斯县的县治。
根据2000年美国人口普查，共有2,251人，其中白人占90.67%、非裔美国人占6.53%。